# Albin Kitzinger
Albin Kitzinger (* 1. Februar 1912 in Schweinfurt; † 6. August 1970 ebenda) war ein deutscher Fußballspieler, der von 1935 bis 1942 in der deutschen Fußballnationalmannschaft 44 Länderspiele als Aktiver des 1. FC Schweinfurt 05 absolvierte und dabei zwei Tore erzielte. Er wurde als Außenläufer (WM-Spielschema) der europäischen Spitzenklasse bekannt. Vom Trainer der erfolgreichen italienischen Weltmeisterschaftsteams 1934 und 1938, Vittorio Pozzo, wurde Kitzinger 1938 in die erstmals gebildete Kontinentauswahl für das Spiel am 26. Oktober gegen England berufen. Zusammen mit dem ebenfalls in die Kontinentauswahl berufenen Andreas Kupfer bildeten sie, wie schon beim 1. FC Schweinfurt 05 und in der deutschen Nationalmannschaft, ein legendäres Außenläufer-Paar.

## Laufbahn

### Verein
Als Zwölfjähriger begann der Schüler Albin Kitzinger in der Jugendabteilung der Grün-Weißen vom FC Schweinfurt 05 mit dem Fußballspiel im Verein. Seine gesamte Karriere blieb er den Unterfranken treu. Der 1,68 m große und äußerst drahtige Nachwuchsspieler rückte mit 18 Jahren in die 1. Mannschaft der 05er auf. Bereits in der Runde 1930/31 war er aktiv am Aufstieg in den Bezirk Bayern-Gruppe Nordbayern beteiligt. Durch die vierten bzw. dritten Plätze in den Runden 1931/32 und 1932/33 gelangte der Verein von Albin Kitzinger ab der Runde 1933/34 in die neu eingeführte Gauliga Bayern. Auch in den Pokalspielen machte sich die Leistungssteigerung der Unterfranken bemerkbar. Im süddeutschen Pokal zogen sie 1933 in das Finale gegen den VfB Stuttgart ein und 1936 war erst im Halbfinale Endstation für die „Grün-Weißen“. Die Schweinfurter entwickelten sich kontinuierlich, profitierten dabei von der einzelspielerischen Klasse Albin Kitzingers und Andreas Kupfers, feierten in der Runde 1938/39 erstmals die Meisterschaft in der Gauliga Bayern und zogen damit in die Endrunde um die deutsche Fußballmeisterschaft ein. Der Dresdner SC setzte sich 1939 mit dem besseren Torverhältnis gegen das Team aus Unterfranken durch. 1942 feierten die 05er die zweite Meisterschaft vor der SpVgg Fürth, dem TSV 1860 München und dem 1. FC Nürnberg. Nach dem Zweiten Weltkrieg schnürte der Senior noch bis in das Jahr 1950 die Fußballschuhe in der Oberliga Süd für den FC Schweinfurt 05. In der Oberliga absolvierte er 157 Spiele mit vier Toren. Insgesamt werden für ihn 826 Spiele beim FC Schweinfurt 05 notiert.

### Auswahlmannschaften

#### Reichsbundpokal
Im Reichsbundpokal zog Kitzinger mit Bayern in der Runde 1938/39 nach Erfolgen gegen Hessen, Niederrhein und Sachsen in das Finale ein. Am 5. März 1939 verlor der Favorit Bayern überraschend mit 1:2 Toren in Dresden gegen das von Kapitän Fritz Langner angeführte Team aus Schlesien.

#### Nationalmannschaft
Reichstrainer Otto Nerz berief den Schweinfurter Außenläufer erstmals zum Länderspiel am 25. August 1935 in Erfurt gegen Rumänien in die deutsche Fußballnationalmannschaft. Beim 4:2-Sieg bildeten die Debütanten Heinz Werner, Fritz Deike und Albin Kitzinger die Läuferreihe. Für die zwei Mitspieler blieb es bei diesem Spiel in der Länderelf, für den dynamischen und mit großer Spielübersicht ausgestatteten 05er war es dagegen der Start in eine überragende internationale Karriere. Enttäuschungen und Niederlagen gehörten aber auch dazu. Für die Olympischen Spiele 1936 in Berlin wurde Kitzinger nicht nominiert. Erstmals am 25. April 1937 standen die Vereinskameraden Kupfer und Kitzinger gemeinsam beim Spiel in Hannover gegen Belgien in der Nationalmannschaft. Sie bildeten mit Ludwig Goldbrunner die Läuferreihe beim 1:0-Sieg.
Mit dem 8:0-Erfolg am 16. Mai 1937 in Breslau gegen Dänemark ging diese Läuferreihe auch in die Fußballgeschichte als Breslau-Elf ein. Es war das 13. Länderspiel von Albin Kitzinger. Beim WM-Vorrundenspiel am 4. Juni 1938 in Paris gegen die Schweiz, es endete 1:1 nach Verlängerung, verletzte sich Kitzinger und konnte deshalb im Wiederholungsspiel nicht teilnehmen. Damit hatte er auch beim zweiten großen Turnier in seiner Nationalmannschaftskarriere keinen sportlichen Erfolg. Die zwei Begegnungen gegen den amtierenden Fußballweltmeister Italien am 26. November 1939 (5:2-Sieg) und 5. Mai 1940 (2:3-Niederlage) waren bemerkenswerte Leistungsnachweise. Als Kitzinger sein 33. Länderspiel am 14. Juli 1940 in Frankfurt gegen Rumänien bestritt, debütierte das Jungtalent Fritz Walter in der Nationalmannschaft von Reichstrainer Sepp Herberger. Das Länderspiel am 3. Mai 1942 in Budapest gegen Ungarn zeichnet sich durch zwei Begebenheiten aus: Erstens gewann die DFB-Elf das Spiel mit 5:3 Toren nach einem 1:3-Halbzeitrückstand, und zweitens war das der internationale Abschied von Kitzinger nach 44 Einsätzen in der Nationalmannschaft.

#### Kontinent-Auswahlspiele
Der Anfang 1943 in einer Rangliste des deutschen Fußballs in der Fachzeitschrift „Fußballwoche“ auf der linken Läuferposition als die Nummer eins aufgeführte Albin Kitzinger (vor Albert Sing und Helmut Schubert) wurde für das am 20. Juni 1937 in Amsterdam ausgetragene Spiel von Zentral-Europa gegen West-Europa, zusammen mit Torhüter Hans Jakob, Mittelläufer Ludwig Goldbrunner und Rechtsaußen Ernst Lehner, für das Team West-Europa nominiert. Am 26. Oktober 1938 fand anlässlich des 75. Jahrestages der Gründung der Football Association ein Spiel der englischen Nationalmannschaft gegen eine von der FIFA zusammengestellte und vom Weltmeistertrainer Vittorio Pozzo betreute Kontinentalauswahl in London statt. Die Läuferreihe der von Spielern des amtierenden Weltmeisters Italien dominierten Festlandauswahl bildeten die zwei Schweinfurter Kupfer und Kitzinger mit dem italienischen Stopper Miguel Andreolo. Die erste Halbzeit des Spiels wurde seinerzeit von der BBC live aus dem Highbury übertragen. In einem Vorbereitungsmatch wenige Tage zuvor, bei dem eine niederländische Auswahlmannschaft mit einem 2:1-Erfolg besiegt wurde, war Albin Kitzinger an der Seite von Kupfer sowie dem zur zweiten Halbzeit eingewechselten Rudolf Raftl (er ersetzte Aldo Olivieri, der daraufhin in das Tor der niederländischen Auswahl umzog, um weitere Spielpraxis zu sammeln) einer von drei deutschen Spielern.

## Erfolge

### Mit dem Verein
- Meister der Gauliga Bayern: 1939, 1942
- Teilnahme an der Endrunde zur deutschen Fußballmeisterschaft: 1939, 1942
- Tschammerpokal: Halbfinale 1936

### Als Auswahlspieler
- Deutsche Fußballnationalmannschaft: 1935–1942 (44 Einsätze/2 Tore)
- WM-Teilnehmer: 1938
- Kontinentauswahl: 1938
- Gauauswahl Bayern: Finale des Reichsbundpokals 1939

## Nach der Karriere
Bei einem Luftangriff auf Schweinfurt im Oktober 1943 wurde Kitzinger verschüttet und erlitt mehrere Rippenbrüche. Sein Bruder Oskar, der ebenfalls beim FC 05 spielte, kam bei dem Angriff uns Leben.
Der gelernte Elektrotechniker war lange Jahre als Abteilungsleiter beim Radnabenhersteller Fichtel & Sachs beschäftigt, ehe er 58-jährig nach schwerer Krankheit verstarb.